# Kragenspiegel

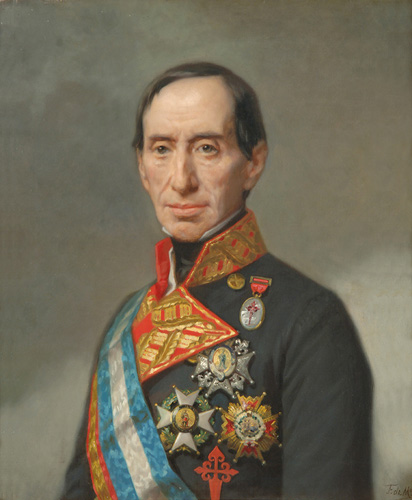
José Manuel de Goyeneche mit Arabeskenstickerei als Kragenspiegel.

Kragenspiegel, auch Kragenpatten, sind Abzeichen, Dienstgradabzeichen bzw. Rangabzeichen an den Kragenenden der Uniformjacke, die gewöhnlich zur Kennzeichnung einer Truppengattung, Waffengattung, militärischen Verwendung oder Polizeiformation Verwendung finden. Kragenspiegel können auch Dienstgradabzeichen tragen und in definierten Waffenfarben gehalten sein.

## Entstehung
Der Kragenspiegel entstand in Deutschland im 19. Jahrhundert zur Kennzeichnung eines bestimmten Truppenteils und als Zierrat. Sie geben – je nach Armee und Zeit – verschiedene Informationen über den Träger. Die Bezeichnung „Kragenspiegel“ war anfangs nur umgangssprachlich gebräuchlich, der ursprüngliche Begriff war Kragenstickerei (vor 1918), Doppellitzen am Kragen oder „Kragenpatten zu Waffenrock und Feldbluse“ (1938). Der Begriff Kragenspiegel wurde in der Luftwaffe ab dem 1. März 1935, ansonsten erst nach 1945 offiziell gebraucht.

## Deutschland

### Deutsches Reich 1871–1918

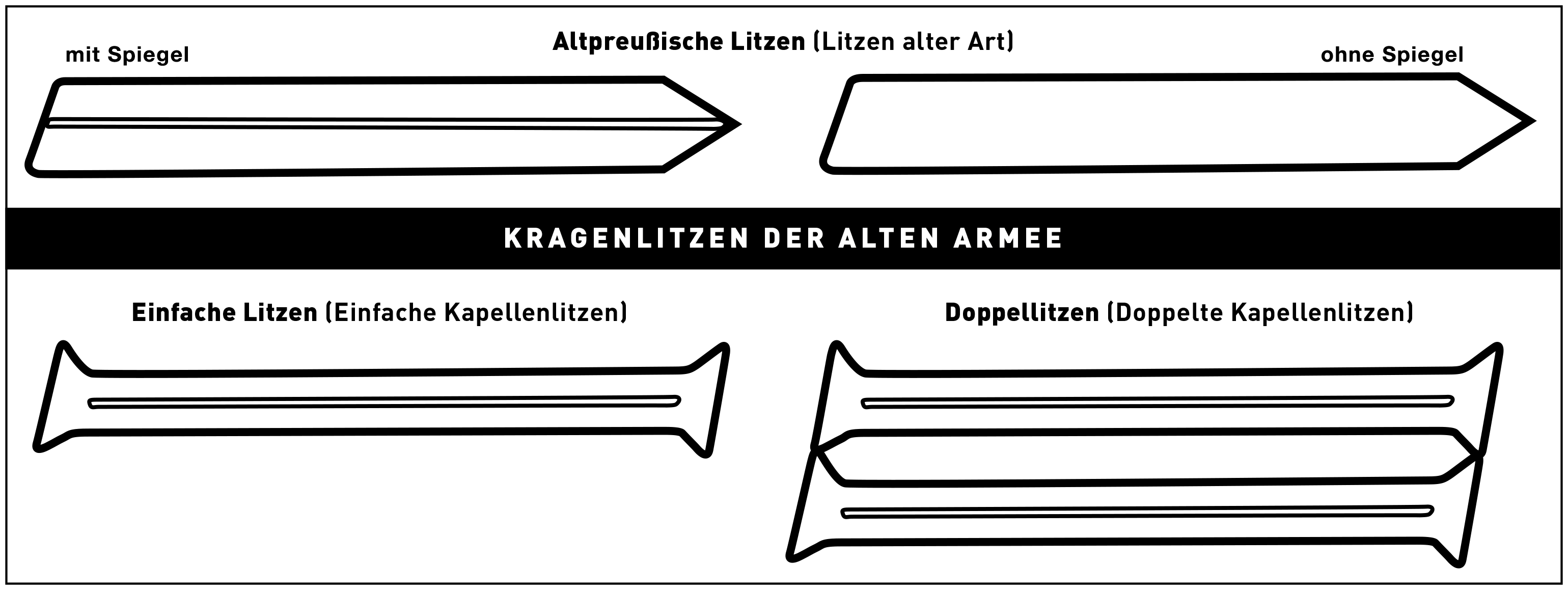
Kragenlitzen der „Alten Armee“ (bis 1918)

Nach der Reichsgründung 1871 wurde die Uniformierung innerhalb des Reichsheeres zwar an die Uniform der preußischen Armee angeglichen, jedoch existierte keine einheitliche Uniform. Aufwändige Kragenstickereien führten die Admirale der Kaiserlichen Marine sowie Generale (in landsmannschaftlich teils unterschiedlicher Machart, so in Preußen zuletzt in Alt-Larisch-Ausführung). Schlichter gehalten war der Kragenschmuck bei Truppen mit Garde-Charakter (Gardelitzen), so etwa beim preußischen Gardekorps, oder bei bayerischen, sächsischen und württembergischen Garde-Einheiten. Kragenstickereien besaßen ferner Offiziere des preußischen Kriegsministeriums (Kolbenstickerei), des Generalstabs und des Kadettenkorps, außerdem die General- und Flügeladjutanten sowie prinzlichen Adjutanten, einige Beamte des Reichsmilitärgerichts und einzelne Regimenter, insbesondere Grenadier-Regimenter. Form und Farbe dieser Stickereien waren sehr unterschiedlich.
Die Matrosen und Unteroffiziere ohne Portepee der Kaiserlichen Marine trugen einfarbige Kragenpatten, und zwar die Matrosendivision mittelblau, die Torpedobootsdivision desgleichen mit rotem Rand, die Matrosendivision und die Torpedoabteilung der kaiserlichen Jacht Hohenzollern jedoch weiß statt mittelblau.
Bis 1915 führten auch die anderen Länder des deutschen Reiches diese Stickerei ein, lediglich in Bayern in Silber. Nach dem Ersten Weltkrieg wurde sie schließlich in verkleinerter Form von deutschen und österreichischen Generalen getragen. Später erhielten auch die Generale der Bundeswehr diese überlieferten Abzeichen.

### Deutsches Reich 1919–1945

#### Reichswehr
Mit der Gründung der vorläufigen Reichswehr 1919 wurde erstmals in Deutschland eine einheitliche Uniformierung für die Streitkräfte festgelegt. 1921 erfolgte die endgültige Uniformfestlegung. Für das Reichsheer wurden einheitlich Kragenspiegel in drei verschiedenen Formen festgelegt, die am Kragen des Gesellschaftsrocks, des Rocks und der Feldbluse getragen wurden. Offiziere im Generalsrang trugen hellgoldene Arabeskenstickereien, ähnlich wie sie die preußischen Generale vor 1918 getragen hatten: Generale ab Ende 1927 auf hochroter (vorher feldgrauer) Unterlage aus Abzeichentuch, diese für Sanitätsoffiziere im Generalsrang Dunkelblau, Veterinäroffiziere im Generalsrang Karmesinrot und Heeresbeamte im Generalsrang Dunkelgrün. Die übrigen Offiziere, Mannschaften und Beamten erhielten Kragenspiegel mit Kappellenlitzen (Doppellitzen) nach preußischem Muster von 1814, doch in der für die Felduniform verkürzten Form von 1915.
Offiziere und die Heeresbeamten des mittleren Dienstes trugen auf ihren Kragen Stoffstreifen (Patten) in Graugrün (seit 1935 Bläulichdunkelgrün) auf den Dienst- und Feldgarnituren, auf dem Waffenrock, Ausgehrock und Gesellschaftsrock aber in Waffenfarbe. Darauf je ein Paar silberne Kapellenlitzen. Diese besaßen die Gestalt der Ziffer Zwei der römischen Zahlschrift bzw. zweier stilisierter, horizontal übereinander angeordneter dorischer Säulen. Der jeweils verbreiterte Kopf und Fuß der Säulen bzw. die Litzen bildete die eigentliche Kapelle; sie war mit einer einfach gedrehten Silber- oder Aluminiumschnur von der Litzensäule abgesetzt. In dem länglichen freien Feld zwischen beiden Litzen, dem Mittel- oder Kragenspiegel, schien die Patte hervor. Die Litzen selbst teilte wiederum eine zwischen den beiden Kapellen verlaufende Mittellinie, der Seiten- oder Litzenspiegel. Dieser war etwa 3 Millimeter breit und bestand aus Seidenschnur oder aus seidenumwickelter Kordel, diese in Waffenfarbe bei feldgrauen oder bläulichdunkelgrünen Patten.
Offiziere des Reichswehrministeriums und Heeresbeamte des höheren Dienstes trugen ähnliche, jedoch goldfarbige Kolbenstickereien. Bei Offizieren des Führerstabes (Generalstabsoffiziere) war die Stickerei silberfarben, ähnlich wie bereits bei Offizieren des preußischen Kriegsministeriums vor 1918. Die Kolbenstickereien besaßen keine Litzensäulen, sondern bei ihnen gingen beidseitig vom Seiten- bzw. Litzenspiegel leicht auswärts gekrümmte, nach hinten offene Kolben ab. Der erste und letzte Kolben jeder Reihe war angeschnitten. Es existierten zwei Versionen: eine mit 15 Kolben (der Version von 1916 folgend). und eine mit acht Kolben (seit 1930 für die Beamten des höheren Dienstes)
Die feldgrauen, gewebten Doppellitzen der Unteroffiziere und Mannschaften glichen jenen der Truppenoffiziere, waren aber einfacher gehalten. Die Kapellenenden der Litzen waren ebenfalls verbreitert und hingen, wie bei den Offizieren, in Verlängerung des Mittelspiegels zusammen. Die Kapellenenden waren allerdings nicht mit Schnur abgesetzt und die Litzenspiegel waren gewebt statt aus Schnur. Der Mittelspiegel war hellgraugrün, seit 1935 bläulichdunkelgrün. Auf dem Ausgeh- und Waffenrock waren die Patten in Waffenfarbe gehalten, die aufgestickten Litzen bestanden aus Silber- oder Aluminiumgespinst.
Die den einzelnen Waffengattungen zugeordneten Farben siehe unter: Waffenfarbe
Die Reichsmarine trug keine Kragenspiegel.

#### Wehrmacht
Mit der Umwandlung der Reichswehr zur Wehrmacht 1935 wurde zunächst die Uniformierung für das Heer beibehalten. Erst 1937 erfolgt eine geringfügige Veränderung der Uniform. Die Waffenfarben wurden weitgehend beibehalten, jedoch erhielt die
- Nachrichtentruppe zitronengelbe Kragenspiegel.

Außerdem wurden für die neuen Waffengattungen / Verwendungen eingeführt:
- Nebeltruppe: bordeauxrot
- Wehrersatzwesen: orange

Für die Panzertruppe wurden zum schwarzen Feldanzug besondere Kragenspiegel eingeführt. Sie bestanden aus rechteckigem schwarzen Tuch mit rosa Paspelierung. In der Mitte des Kragenspiegels war ein metallgeprägter, silberner Totenkopf mit gekreuzten Knochen angebracht, ähnlich wie ihn Husarenregimenter vor 1918 an der Mütze getragen hatten.
Die neugebildete Luftwaffe erhielt ebenfalls Kragenspiegel, die sich jedoch von denen des Heeres unterschieden. Auf farbigem Grundtuch in der Waffenfarbe der Luftwaffe waren eine unterschiedliche Anzahl von Schwingen, bei Offizieren zusätzlich mit kleinem Eichenlaub oder Eichenlaubkranz aufgestickt, die zugleich den Dienstgrad angaben.
Abbildung1

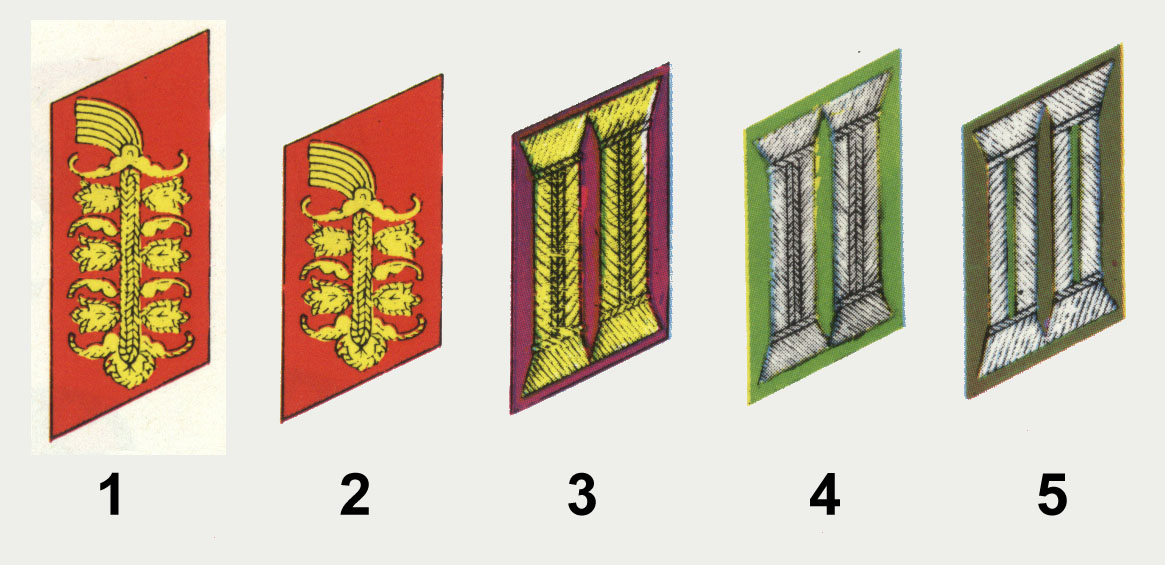
Abbildung 1

1 Generalfeldmarschall (ab 3. April 1941)

2 Generalfeldmarschall (bis 3. April 1941) und Generäle

3 Offiziere im OKW; übrige Generalstabsoffiziere: Litze mit silberfarbener Kolbenstickerei

4 Offiziere (zum Waffenrock, auf Abzeichentuch in der Waffenfarbe)

5 Offiziere (zur Feldbluse stets auf grünlichblauem Abzeichentuch, jedoch mit Paspelierung in der Mitte der Litzen in der Waffenfarbe)
Abbildung 2
6 Unteroffiziere (zum Waffenrock)

7 Mannschaften (zur Feldbluse)

8 Panzertruppe

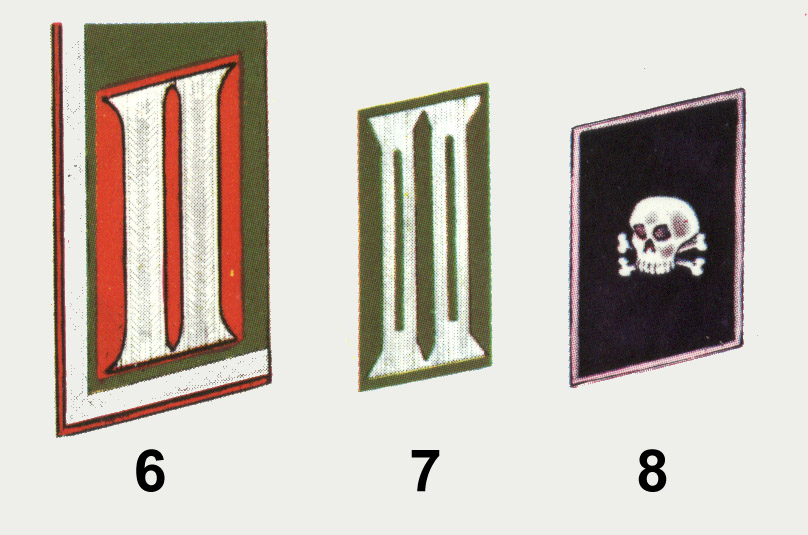
Abbildung 2

Die Kriegsmarine trug weiterhin keine Kragenspiegel.

#### Waffen-SS
Die Waffen-SS war ähnlich wie das Heer uniformiert, doch trug sie Kragenspiegel der Allgemeinen SS.

#### Sonstige Organisationen
Neben den Streitkräften trugen auch andere staatliche, uniformierte Organisationen wie Polizei, Feuerwehr und Reichsbahn Kragenspiegel, die denen der Streitkräfte teilweise ähnlich waren.
Nach 1933 wurde durch die nationalsozialistischen Machthaber eine Vielzahl von neuen staatlichen, halbstaatlichen und Parteiorganisationen gegründet, die uniformiert waren. Unter anderem trugen die politischen Leiter der NSDAP, die Angehörigen von Reichsarbeitsdienst (RAD), Reichsluftschutzbund (RLB) und der Parteiorganisationen SA, SS, NS-Kraftfahrkorps (NSKK) und NS-Fliegerkorps (NSFK) Kragenspiegel. Diese waren anders gestaltet als die der Streitkräfte und zeigten im Allgemeinen sowohl den Dienstgrad als auch die Organisationszugehörigkeit an.

### Bundesrepublik Deutschland

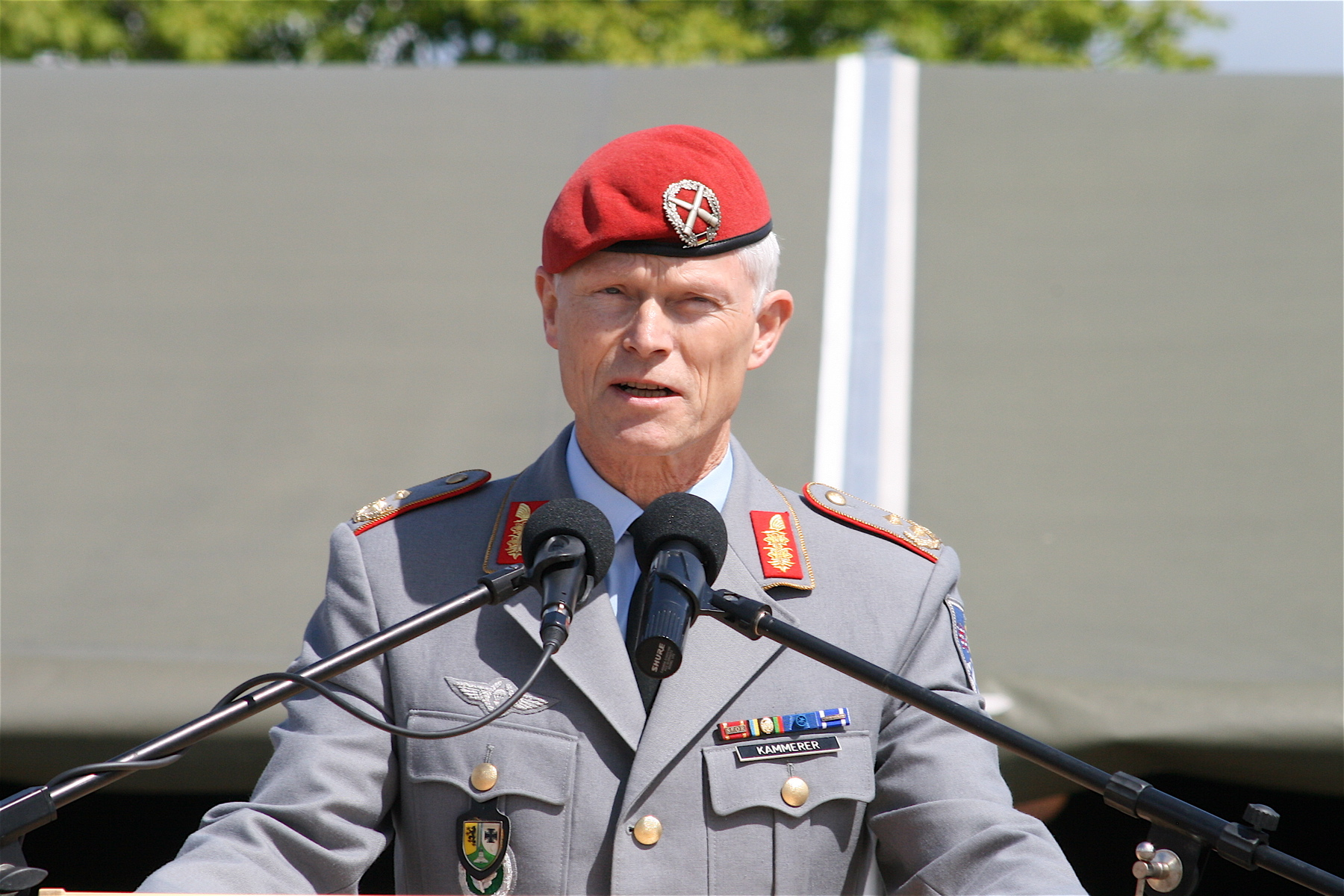
Kragenspiegel deutscher Generäle der Bundeswehr, hier Generalmajor Reinhard Kammerer.

Die bei der Bundeswehr auf den Kragenecken des Dienstanzugs der Heeres- und Luftwaffenuniformträger aufgenähten Kragenspiegel lassen durch die Farbe des Grundtuchs (vgl. Waffenfarbe) sowie die Form und Ausführung der auf den Kragenspiegeln abgebildeten Symbole Rückschlüsse auf die Truppengattung, Teilstreitkraft oder auf eine besondere Dienststellung oder Dienstgradgruppe zu. Die Form der Kragenspiegel ist eine leicht veränderte Weiterentwicklung der Kragenspiegel früherer deutscher Streitkräfte.
Der Bundesgrenzschutz als Vorläufer der Bundespolizei führte bis zu seiner Umbenennung 2005 ebenfalls Kragenspiegel. Diese ähnelten jenen der Bundeswehr, doch war das Tuch der Patten durchgehend dunkelgrün. Dazu silberne Kapellenlitzen, der 1976 eingeführte Direktor der Grenzschutzdirektion die Litzen aber goldfarben. Kommandeure (bzw. Brigadegenerale) sowie der Inspekteur (Generalmajor) trugen statt der Kapellenlitzen stilisierte goldene Akanthus-Ranken (Larisch-Stickerei).

### DDR 1949–1990
Siehe auch
Generale der Bewaffneten Organe der DDR trugen an der Uniformjacke grundsätzlich goldene Arabeskenstickerei auf in der Waffenfarbe gehaltenem Grundtuch.
- NVA:

- Landstreitkräfte der NVA – hochrot
- NVA LSK/LV – himmelblau
- Volksmarine – marineblau
- Grenztruppen der DDR – grün
- Zivilverteidigung der DDR – hochrot

- Deutsche Volkspolizei – dunkelgrün
- MfS – hochrot

#### Landstreitkräfte
Die Kragenspiegel für Offizier, Fähnriche, Unteroffizier und Mannschaften der Landstreitkräfte (Lask) entsprachen im Prinzip denen des Heeres der deutschen Wehrmacht, jedoch mit folgenden Abweichungen:
- Grundtuch stets steingrau, kein Grundtuch in der Waffenfarbe
- Kantillenfüllung (Seiten- bzw. Litzenspiegel) bis 1977 (Offiziere, Fähnriche und Berufsunteroffiziere) bzw. bis 1980 (Unteroffiziere auf Zeit) und Mannschaften in der Waffenfarbe, danach einheitlich weiß bzw. hellgrau
- Fallschirmjäger trugen seit 1970 orangefarbenes Grundtuch mit stilisiertem Fallschirm und Schwinge, Offiziere silberfarbene Kordelumrandung

#### Luftstreitkräfte
Hellblaues Grundtuch, silberfarbene Schwinge, Fähnriche und Offiziere Kordelumrandung und offener oder geschlossener Eichenlaubkranz um die Schwinge

#### Volksmarine
Nur für Matrosen, Unteroffizierschüler und Maate zum Überzieher aus kornblumenblauem Grundtuch, keine weiteren Abzeichen.

## Französische Armee
Auf dem 1877 eingeführten schweren blaugrauen Stoffmantel, der bis 1914 im Einsatz blieb, waren rote Spiegel auf den niedrigen Stehkragen genäht. Auf den Spiegeln befanden sich die Regimentsnummern in der Tuchfarbe des Mantels.

### Erster Weltkrieg
Im Jahre 1914, kurz nach Beginn des Ersten Weltkriegs, entwickelte der damals führende Modeschöpfer Paul Poiret einen neuen Militärmantel in horizontblauer Farbe. Der dann im September 1914 vorgestellte einreihige Mantel besitzt einen großen Kragen, auf dem nach der Vorschrift für die Infanterie vom 9. Dezember 1914 gelbe Spiegel mit dunkelblauen Regimentsnummern und Litzen angenäht wurden. Bereits Ende 1915 wurde der neue Mantel weiter modifiziert und dem Kriegsschauplatz angepasst. Der gelbe Kragenspiegel war bereits im Frühjahr desselben Jahres wieder abgeschafft worden, da er zu sehr auffiel. Ab Mai 1915 wurden die Spiegel in der horizontblauen Farbe des Mantels getragen, wobei die Einfassungen und Regimentsnummern in Dunkelblau hervorgehoben wurden. Im Juli 1916 wurde hinter dem eigentlichen Kragenspiegel farbige Punkte aufgestickt, welche das Bataillon kennzeichneten. Eine letzte Änderung während des Ersten Weltkriegs erfuhr der Kragenspiegel im Januar 1917, als er auf die Kragenecken verlegt wurde und statt dunkelblauem Stoff nun ein grauer zum Einsatz kam.

### Zwischenkriegszeit
1920, 1935 und 1938 wurde der Mantel erneut verändert, behielt aber stets sein im Ersten Weltkrieg gewonnenes Aussehen. Eine Neuerung war lediglich der Wandel vom horizontblauen zu einem khakifarbenen Stoff. Die Spiegel auf den ebenfalls khakifarbenen Kragenecken trugen weiterhin die Regimentsnummer, die von zwei dunkelblauen Litzen eingerahmt wurde. Die Punkte zum Anzeigen des Bataillons waren wieder verschwunden.

### Vichy-Regierung
Nach der Eroberung Frankreichs durch die deutsche Wehrmacht im Juni 1940 wurde die französische Regierung in Vichy wiederbewaffnet, wobei eine wesentlich modernere Uniform eingeführt wurde. Auf dem 1942 eingeführten khakifarbenen Waffenrock wurden die Regimentsnummern und Einfassungen erneut auf den Kragenecken angebracht – nun in Karmesinrot.

## Italienische Streitkräfte
Siehe Kragenspiegel der italienischen Armee

## Österreich

### Militär

Dienstgradabzeichen eines Soldaten mit dem Dienstgrad General

Die fünfeckigen Kragenspiegel des Bundesheers zeigen sowohl den Dienstgrad als auch die Truppengattung (einschließlich der Luftstreitkräfte) an. Generalstabsoffiziere haben besonders gestaltete Kragenspiegel.
Alle österreichischen Dienstgradabzeichen sind mit denen der Monarchie identisch, nur werden sie nicht mehr am Stehkragen, sondern am Revers in einer 5-eckigen Form getragen.

### Sicherheitsexekutive

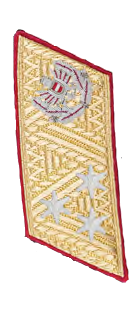
Kragendienstgradabzeichen eines Polizisten mit der Verwendungsbezeichnung General

Die nach der Zusammenlegung von Polizei und Gendarmerie eingeführte Repräsentationsuniform der Bundespolizei und des rechtskundigen Dienstes bei den Sicherheitsbehörden sowie den sonstigen Trägern der Polizeiuniform weist wieder klassische Kragenspiegel auf, nachdem bei den Vorgängerorganisationen Gendarmerie und Sicherheitswache die Dienstgradabzeichen am Revers getragen wurden. Sie wiesen eine krapprote beziehungsweise bordeauxviolette Grundfarbe (Egalisierung) auf und waren mit Sternen und Litzen in den Farben Platin, Silber und Gold versehen. Im Jahr 2015 trat eine Umgestaltung in Kraft, nach der die Egalisierung einheitlich in karmesinrot geändert wurde. Ebenso wurden die Litzen auf den Aufschubdienstgradabzeichen vollständig abgeschafft. Die Dienstgradabzeichen, in Österreich auch Distinktionen genannt, weisen nunmehr lediglich Sterne, Borten und Akanthusornamente in den Farben Platin, Silber und Gold auf.

### Feuerwehr und Rotes Kreuz
Auch die Feuerwehr und das Rote Kreuz verwenden in Österreich der historisch gewachsenen Systematik von Bundesheer und Polizei folgende Dienstgrade, die ursprünglich auf den Kragenspiegeln getragen wurden. Heute werden diese als Aufschubdienstgradabzeichen oder am Kragenrevers getragen. Die Dienstgrade des Roten Kreuzes sind bundesweit einheitlich geregelt, die Dienstgrade und Dienstgradabzeichen der Feuerwehren unterscheiden sich je nach Bundesland.

## Schweizer Armee

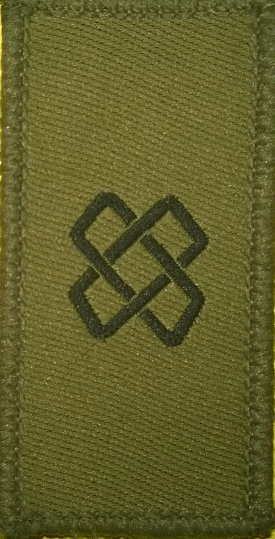
Kragenspiegel Logistik ab 2006 für Tarnanzug

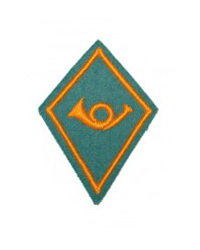
Kragenspiegel Feldpost ab 1949 für Waffenrock

Die Kragenspiegel der Schweizer Armee werden seit den 1990er-Jahren sowohl am Tarnanzug (Dienst- und Kampfanzug) als auch am Ausgangsanzug angebracht. Bis dahin gab es am Kragen des Kampfanzug der Armee 61 keine Kragenspiegel, lediglich am Waffenrock des Ausgangs- und Dienstanzugs.
Auf dem Tarnanzug wurden die 1991 eingeführten Metallabzeichen ab dem 1. Januar 2006 durch neue rechteckige Grad- und Truppengattungsabzeichen aus Stoff mit Klettverschluss (Velcro) ersetzt. Grund für dieses armeeweite Umrüsten war hauptsächlich die Sicherheit der Angehörigen der Armee. Die neuen khakifarbenen Abzeichen aus Stoff, die sich gut in die Grundfarben des Tarnanzugs einfügen, reflektieren im Gegensatz zu ihren metallenen Vorgängern das Licht nicht und sind dadurch mit Feldstechern und Restlichtverstärkern nicht mehr erkennbar. Auf dem Kragenspiegel sind rechts der Dienstgrad und links die Truppengattung oder der Dienstzweig identifizierbar.
Beim Ausgangsanzug (Tenue A) zeigen die traditionellen rhombenförmigen Kragenspiegel aus besticktem Filz auf beiden Seiten die Truppengattung des Trägers und sind in der jeweiligen Farbe der Truppengattung gehalten.